# Прапор Борнгольма
Прапор Борнгольма — неофіційний прапор данського острова Борнгольм. Він був розроблений у середині 1970-х років за проєктом місцевого художника Бента Кааса, і певною мірою використовується. Це прапор Данії із зеленим північним хрестом у центрі. Кажуть, що зелений колір символізує природну зелень острова. Інший варіант нагадує прапор Норвегії, за винятком зеленого внутрішнього хреста.
Прапор не має історичного підґрунтя. Він в основному використовується в туристичному контексті для різних продуктів (які зазвичай не виробляються на Борнгольмі), військовими частинами під час навчань у Данії та в закордонних місіях, а також переважно німецькими моряками, які відвідують Борнгольм. Попри свою цінність, прапор офіційно не визнаний. Попри те, що це неофіційний прапор, багато людей його все одно вивішують — наприклад, на автомобілях.
Однак регіональний муніципалітет Борнгольм, колишнє графство Борнгольм, а також нині неіснуючий Данський полк. Bornholms Værn мав герб, заснований на зображенні морського змія, який часто називають грифоном.

Прапор Борнгольма
Інша версія
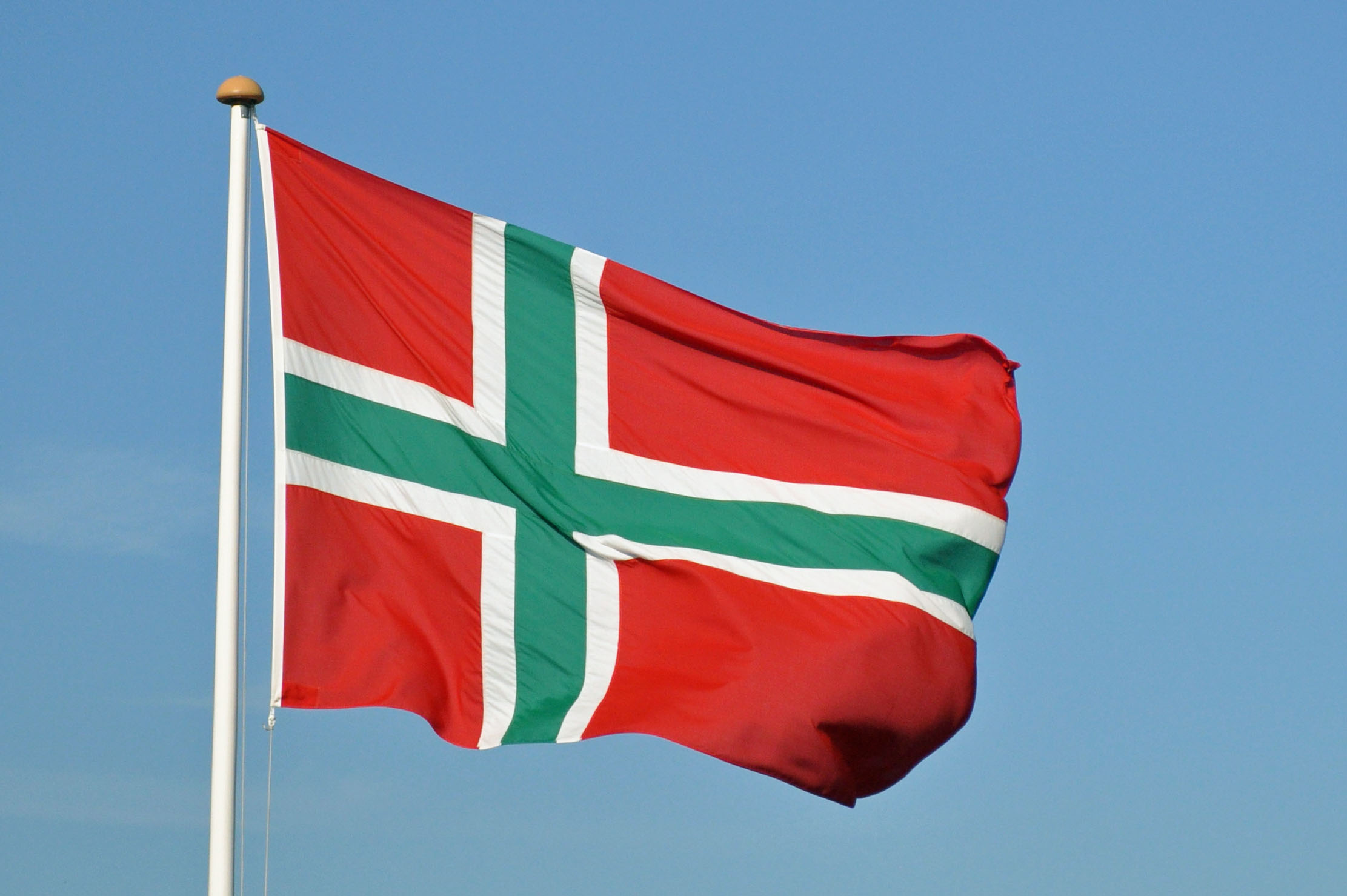
Bornholmsflaget
Герб графства Борнгольм